# 以色列中央统计局

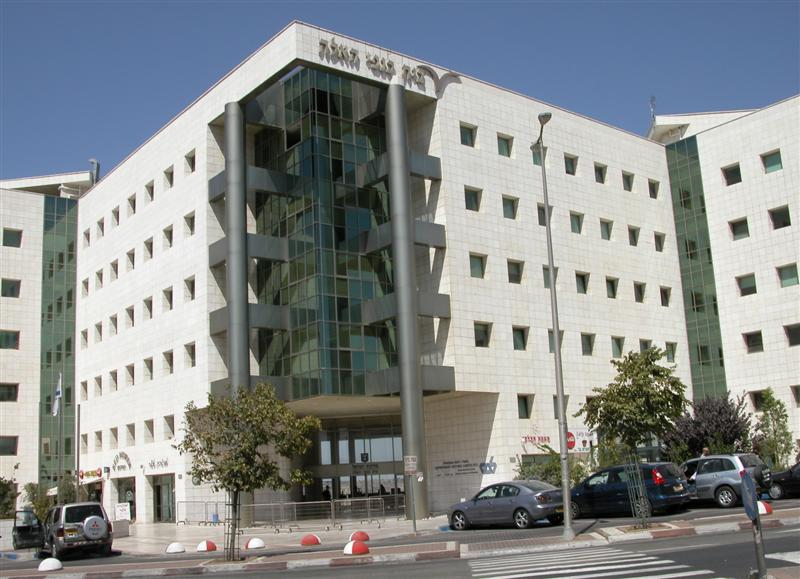
耶路撒冷市的以色列中央统计局大楼

以色列中央统计局（希伯来语：‎, HaLishka HaMerkazit LiStatistika），以色列政府部门，总部位于耶路撒冷扫罗山区，成立于1949年。主要负责以色列各项统计数据的研究与发布，涵盖人口、经济、社会、教育、卫生等方面。统计局局长由以色列总理任命。